# Chiesa di Santa Maria del Sasso (Morcote)
La chiesa di Santa Maria del Sasso è un edificio religioso che fonde elementi dell'architettura romanica e di quella rinascimentale che si trova nel comune di Morcote.

## Storia
L'edificio fu costruito nel XIII secolo in una posizione che domina Morcote, a partire da una piccola cappella votiva che venne notevolmente ingrandita tra il 1462 e il 1478, assumendo il suo aspetto rinascimentale. Nel 1578, però, l'edificio fu radicalmente trasformato in stile barocco: con l'aggiunta nella sua parte meridionale di un coro, l'asse della basilica fu rovesciato; nello stesso anno, fu realizzato un nuovo altare maggiore. Nel 1729 le opere furono completate, ma nel tardo XIX secolo l'edificio fu restaurato, e in parte rinnovato, su un progetto forse affidato a Gaspare Fossati. Nel XX secolo gli interventi di restauro furono molteplici: il primo ebbe luogo nel 1936, il secondo fra il 1948 e il 1949, sotto il coordinamento di Cino Chiesa, e il terzo, più lungo dei precedenti e affidato a Guido Borella, fra il 1967 e il 1980. La scalinata, con 404 gradini, fu costruita in parte nel 1732 e in parte fra il 1861 e il 1863 da Giacomo Rossi, ritratto in una statua posta in una nicchia ai piedi di quest'ultimo tratto.

## Descrizione
L'interno conserva affreschi di varie epoche. I più antichi, databili agli anni 1480-1490, si trovano nella copertura della campata sud-orientale, mentre al 1513 risalgono quelli che si trovano nel coro primitivo: questi ultimi affreschi sono attribuiti a Domenico Sursnicus; a Giovanni Battista Tarilli si devono invece gli affreschi del 1595 che ornano un'altra delle volte a crociera della chiesa; al 1611 risalgono gli affreschi che ornano la Cappella del Santissimo Sacramento, stuccata nel 1591 e disposta in faccia a un'altra cappella che ospita affreschi più recenti (vennero infatti realizzati nel XVIII secolo).

## Galleria d'immagini

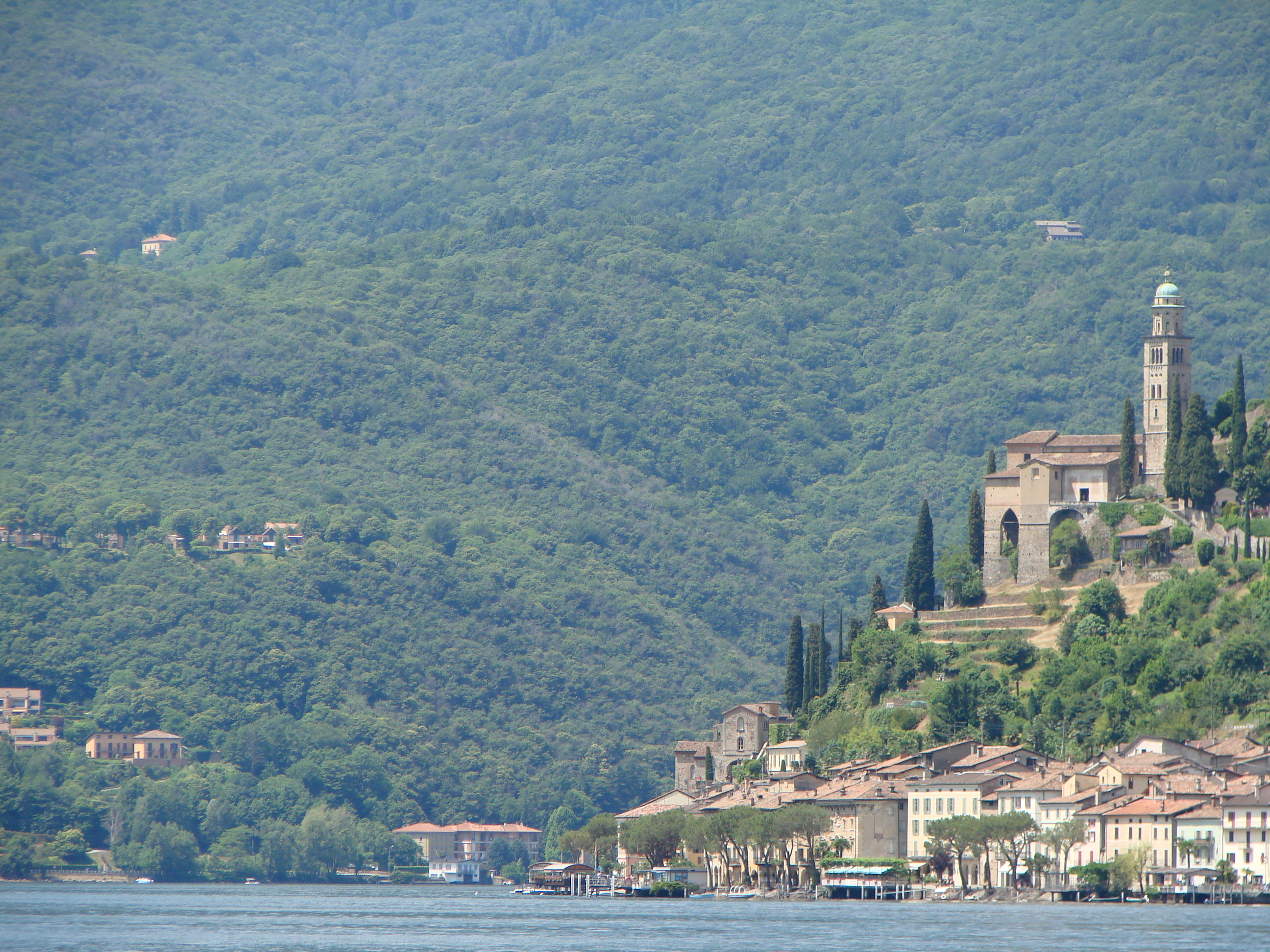
Morcote e la chiesa di Santa Maria del Sasso
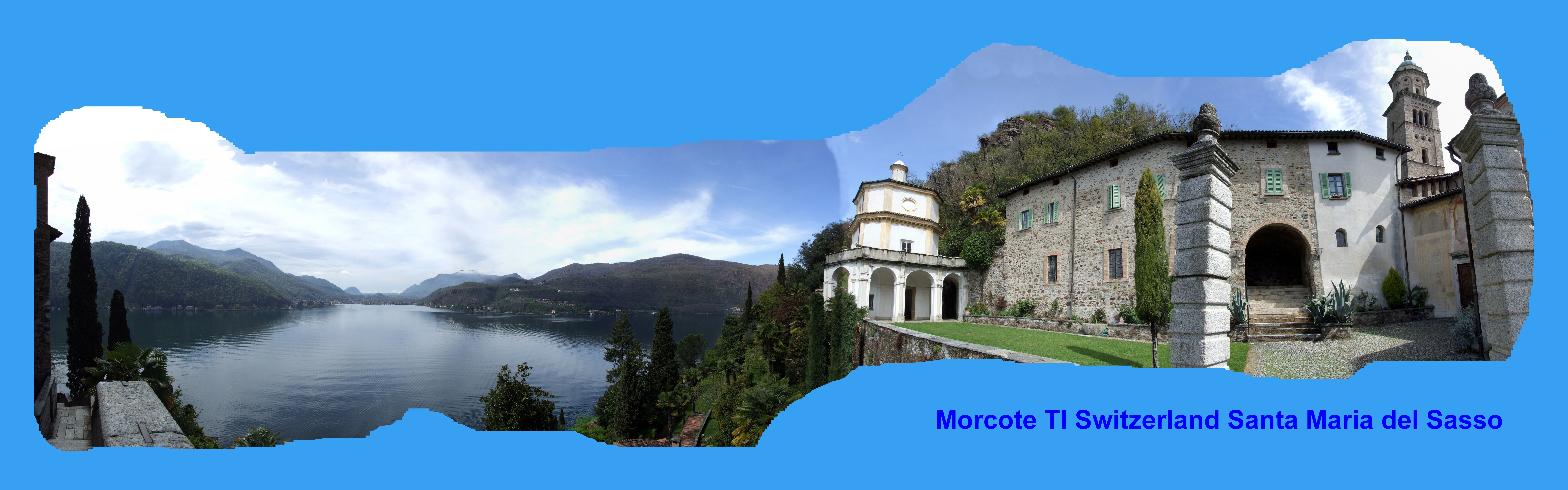
Chiesa di Santa Maria del Sasso e oratorio di Sant'Antonio da Padova
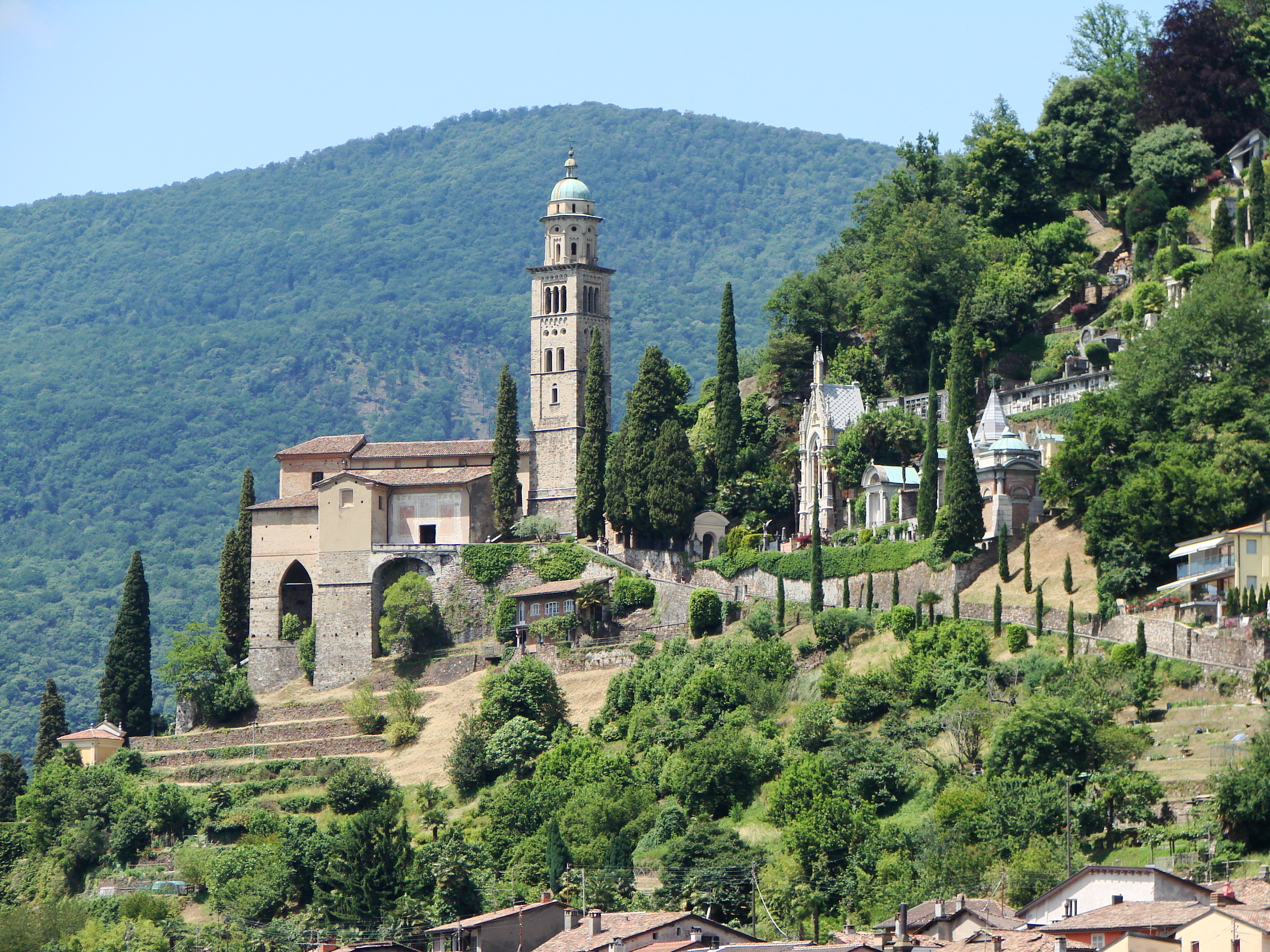
La chiesa del Santa Maria del Sasso e il cimitero
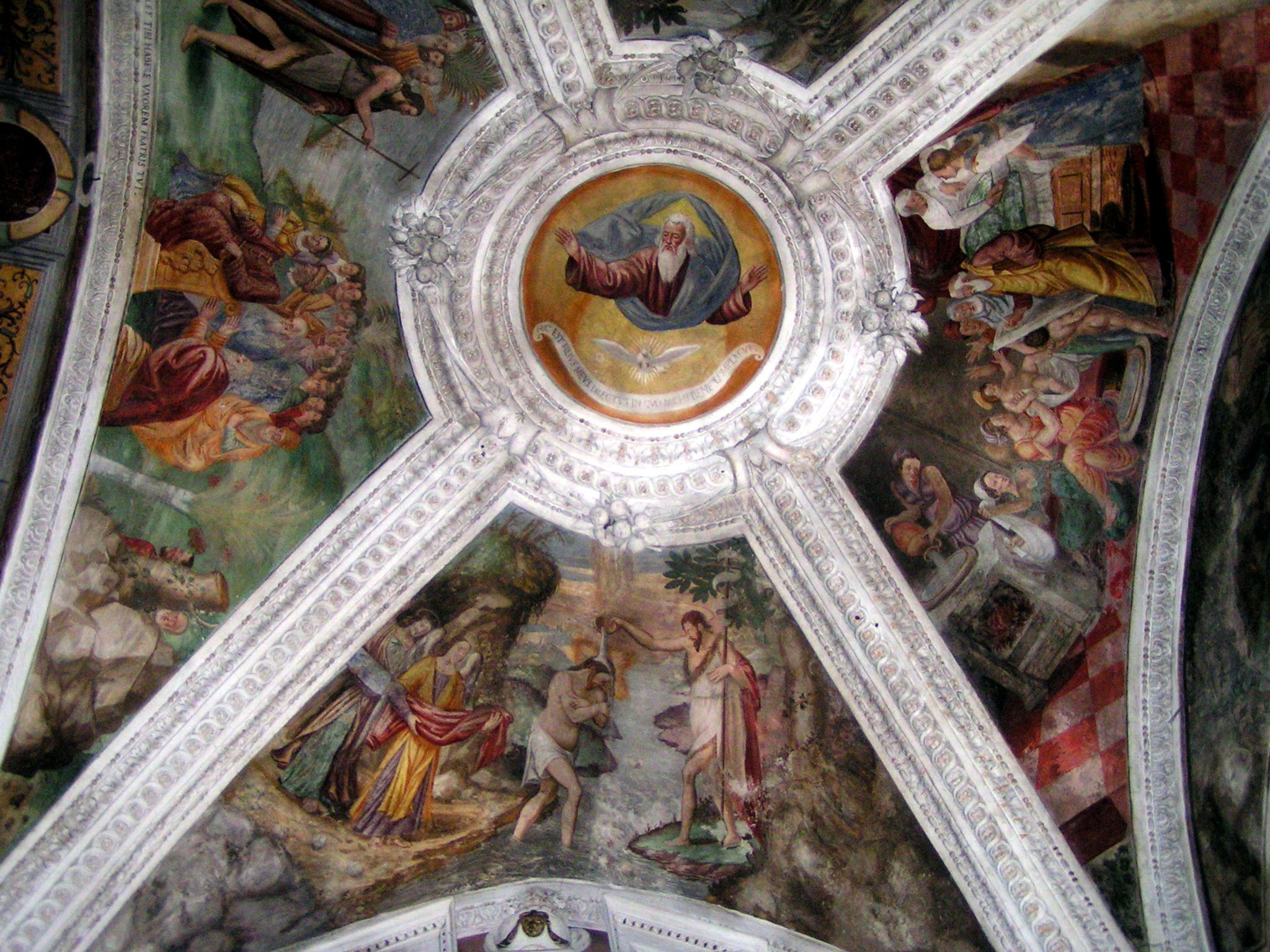
Affreschi del 1595 di Giovanni Battista Tarilli
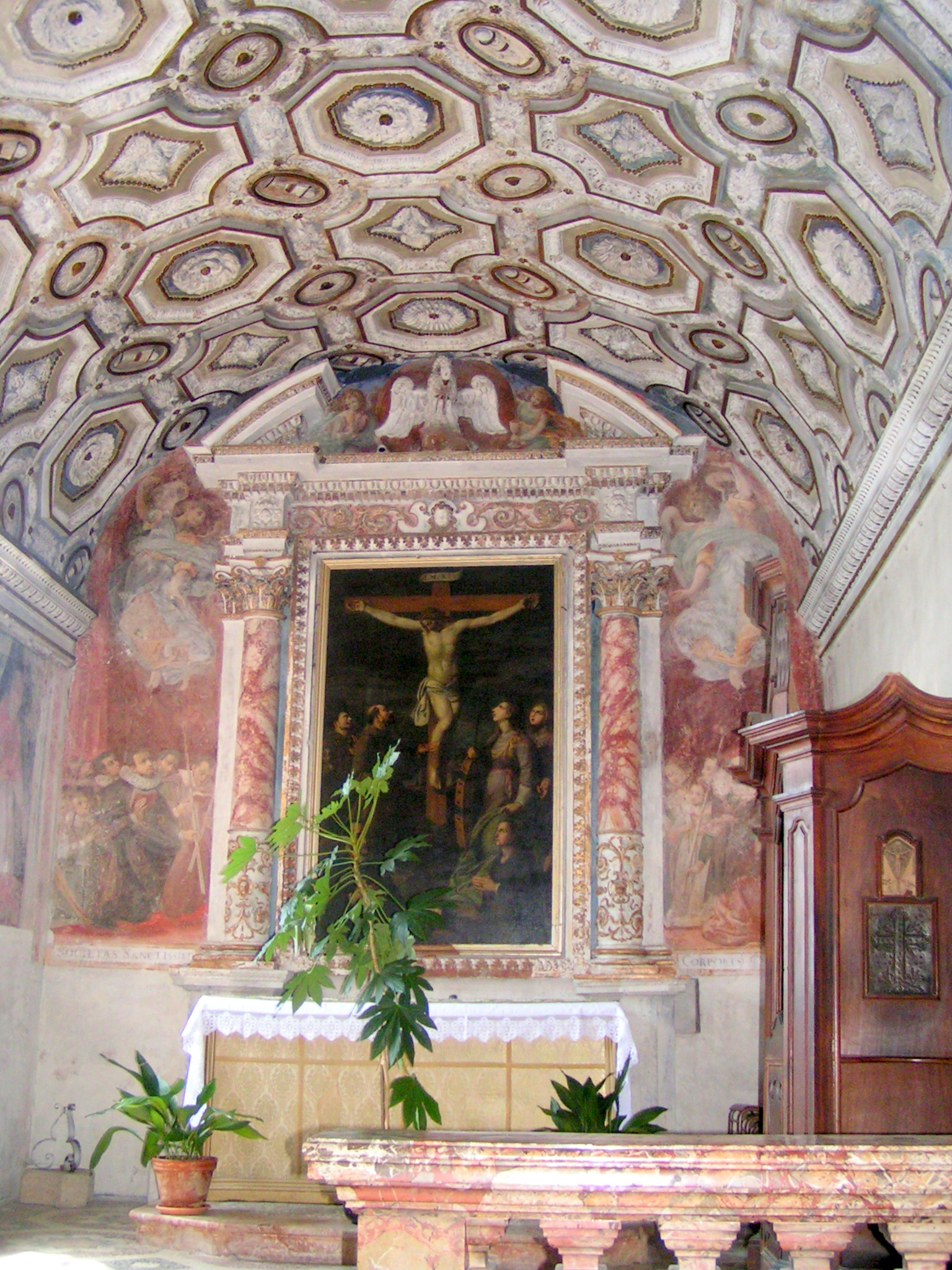
Cappella del Santissimo Sacramento
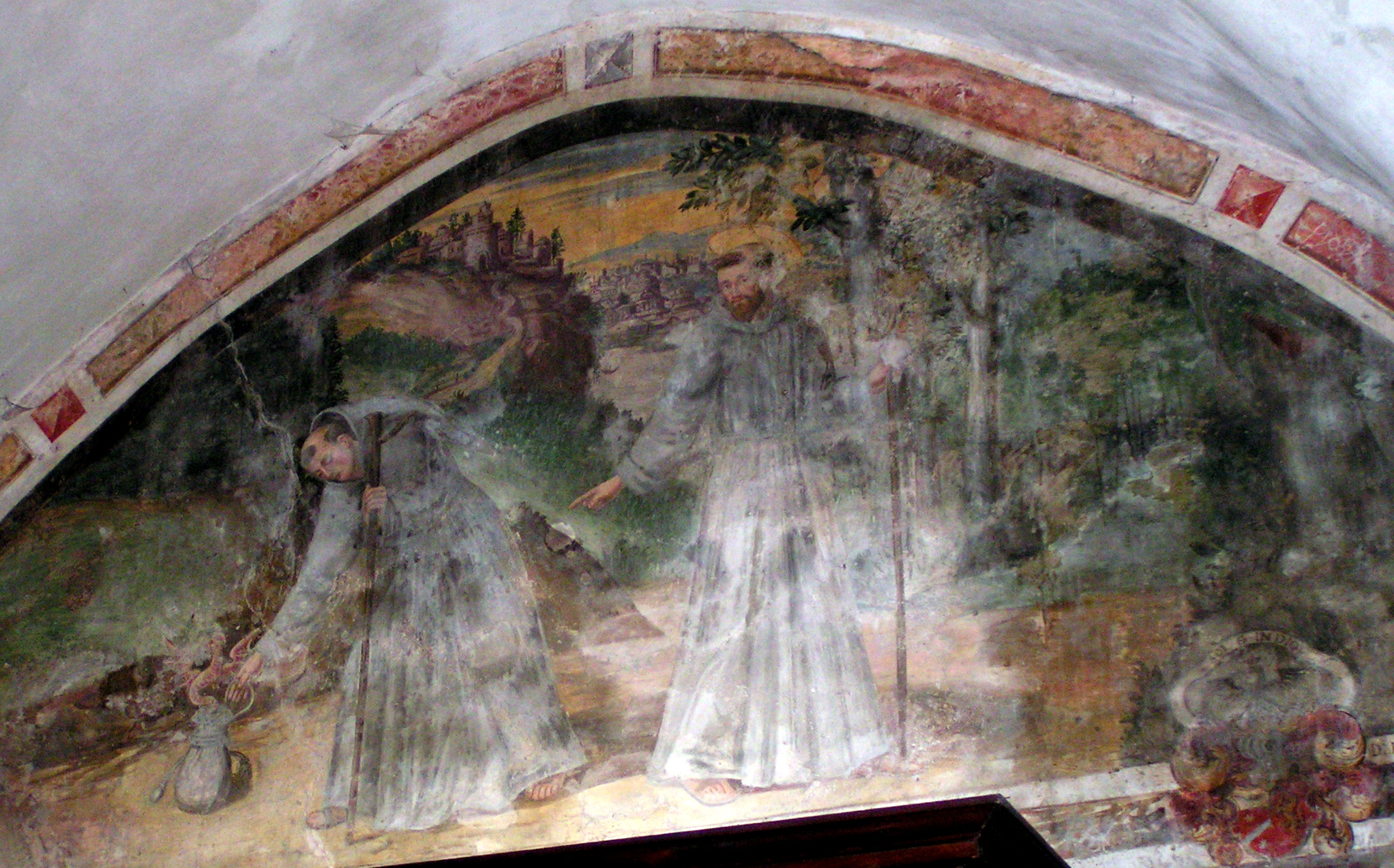
Affreschi della campata nord-est
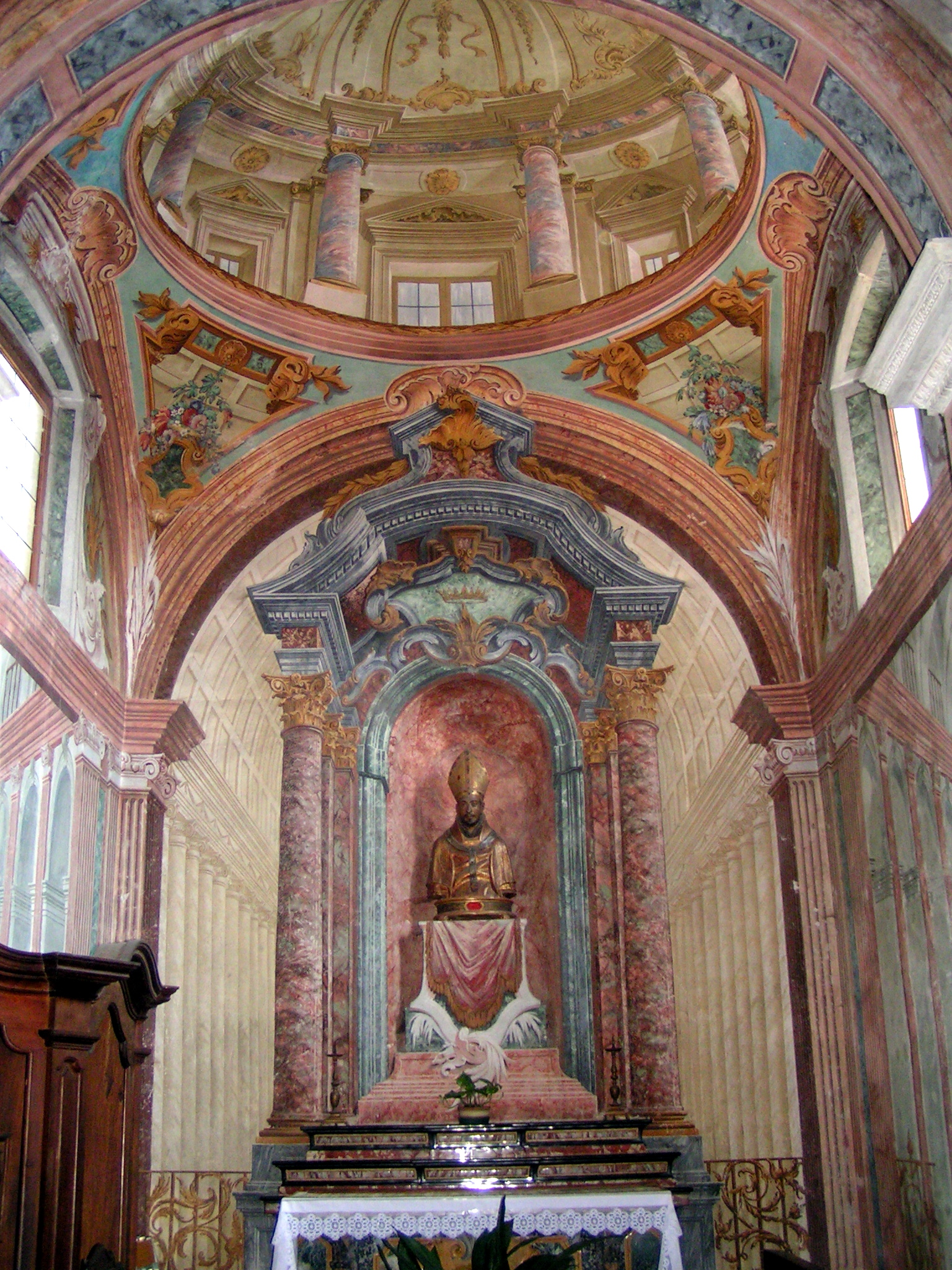
Affreschi del 1795 di Cipriano Pelli
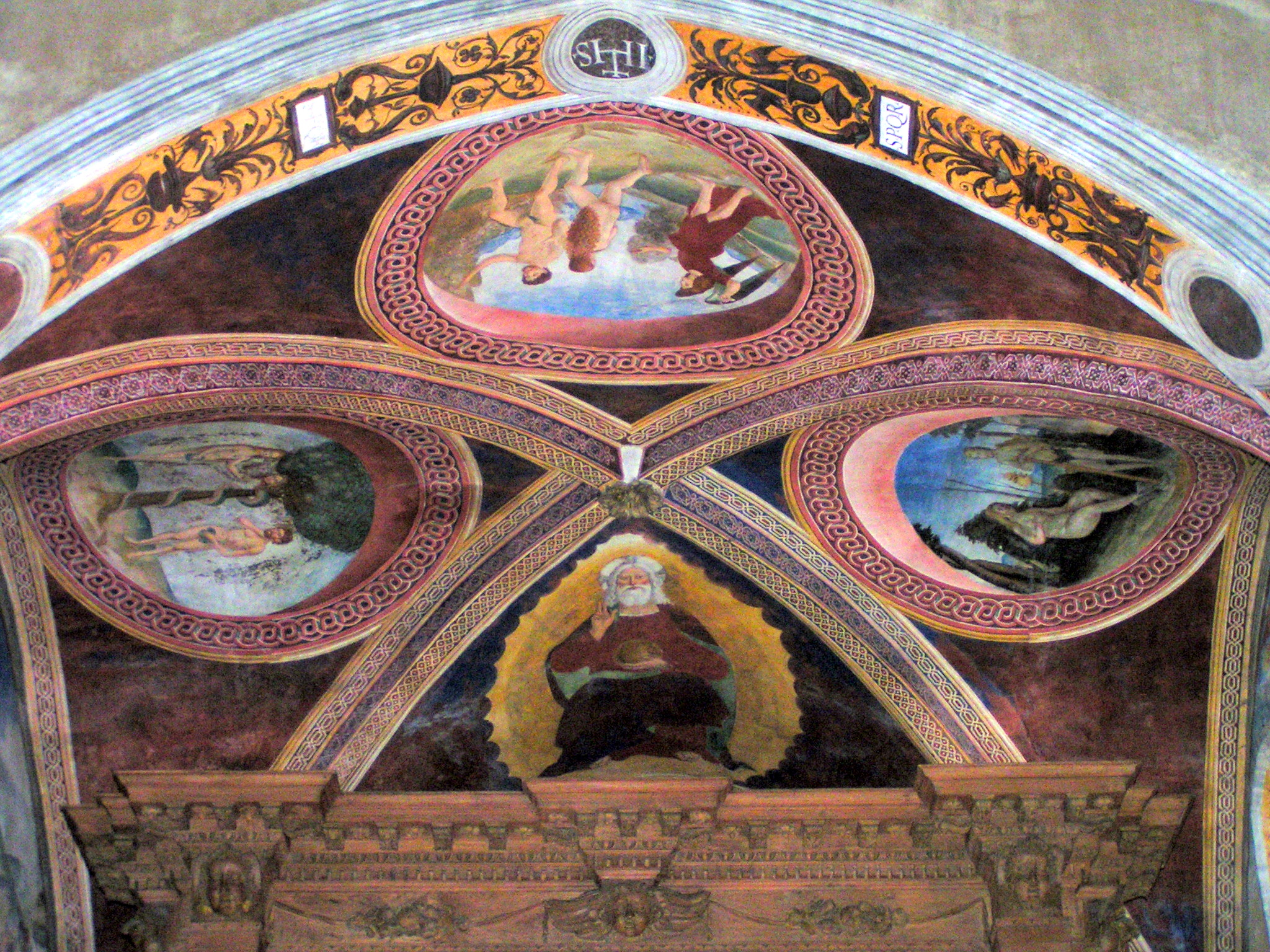
Affreschi rinascimentali nel coro primitivo